# 弗沃達瓦縣

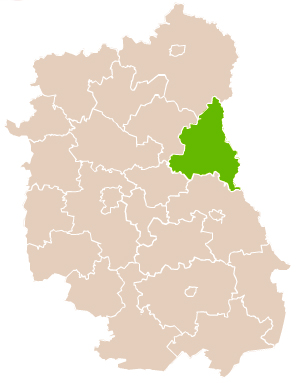

51°33′N 23°33′E / 51.550°N 23.550°E
弗沃達瓦縣（波蘭語：Powiat włodawski），是波蘭的縣份，位於該國東部，由盧布林省負責管轄，首府設於弗沃達瓦，面積1,256平方公里，2006年人口40,052，人口密度每平方公里32人。